# Marx Brothers
Pour les articles homonymes, voir Marx.
Les Marx Brothers /mɑɹks ˈbɹʌðɚz/, ou Frères Marx, sont des comédiens américains originaires de New York qui ont fait carrière au cinéma, mais aussi à la télévision et sur scène, notamment à Broadway, jusque dans les années 1950. Les liens fraternels que suppose le nom collectif des Marx Brothers ne sont pas une fantaisie, puisqu'ils formaient dans la vie une famille de cinq frères (six en réalité, Manfred l'aîné, né en 1886, décèdera à l'âge de sept mois): Groucho, Harpo, Chico, Gummo et Zeppo.
Au fil du temps, les apparitions de la fratrie se réduisent à quatre puis trois membres, les deux derniers nommés ayant fait le choix de poursuivre leur carrière de leur côté. Gummo ne figure donc dans aucun long-métrage, bien qu'il ait été présent au début de la période théâtrale des Marx Brothers, et Zeppo, qui le remplace après son départ, apparaît seulement dans leurs cinq premiers films. Les genres cinématographiques de prédilection des frères Marx se situent dans la veine comique : chez eux, tant dans les situations que dans les dialogues, la comédie exploite un humour de l'absurde, parfois teinté de burlesque, notamment par le jeu muet de Harpo. La présence d'un tel personnage au sein des Marx Brothers rappelle que le début de la carrière de ces derniers coïncide avec un tournant de l'histoire du cinéma : l'arrivée du parlant à la place du muet.

## Histoire

### Les origines
Les Marx Brothers naissent à New York entre la fin des années 1880 et le début des années 1900, d'une mère juive issue de l'immigration prussienne et d'un père Yéniche venu de Mertzwiller, un petit village alsacien.

#### Les parents Marx
En 1859, leur père, Simon Marx, naît à Mertzwiller (Bas-Rhin), et passe son enfance à Mulhouse. Il quitte la France pour les États-Unis où il exerce le métier de tailleur et change de prénom, devenant ainsi Sam Marx. Là-bas, il est surnommé par ses amis « Frenchy » à cause de ses origines françaises. Il épousera la fille d’une famille d’immigrants juifs, Miene Schoenberg, née à Dornum en Prusse, en 1864, qui devient Minnie Marx (en).
La famille vivra alors à Yorkville, un quartier pauvre du New York de l'époque situé dans l'Upper East Side, entre les quartiers allemand, irlandais et italien,,.

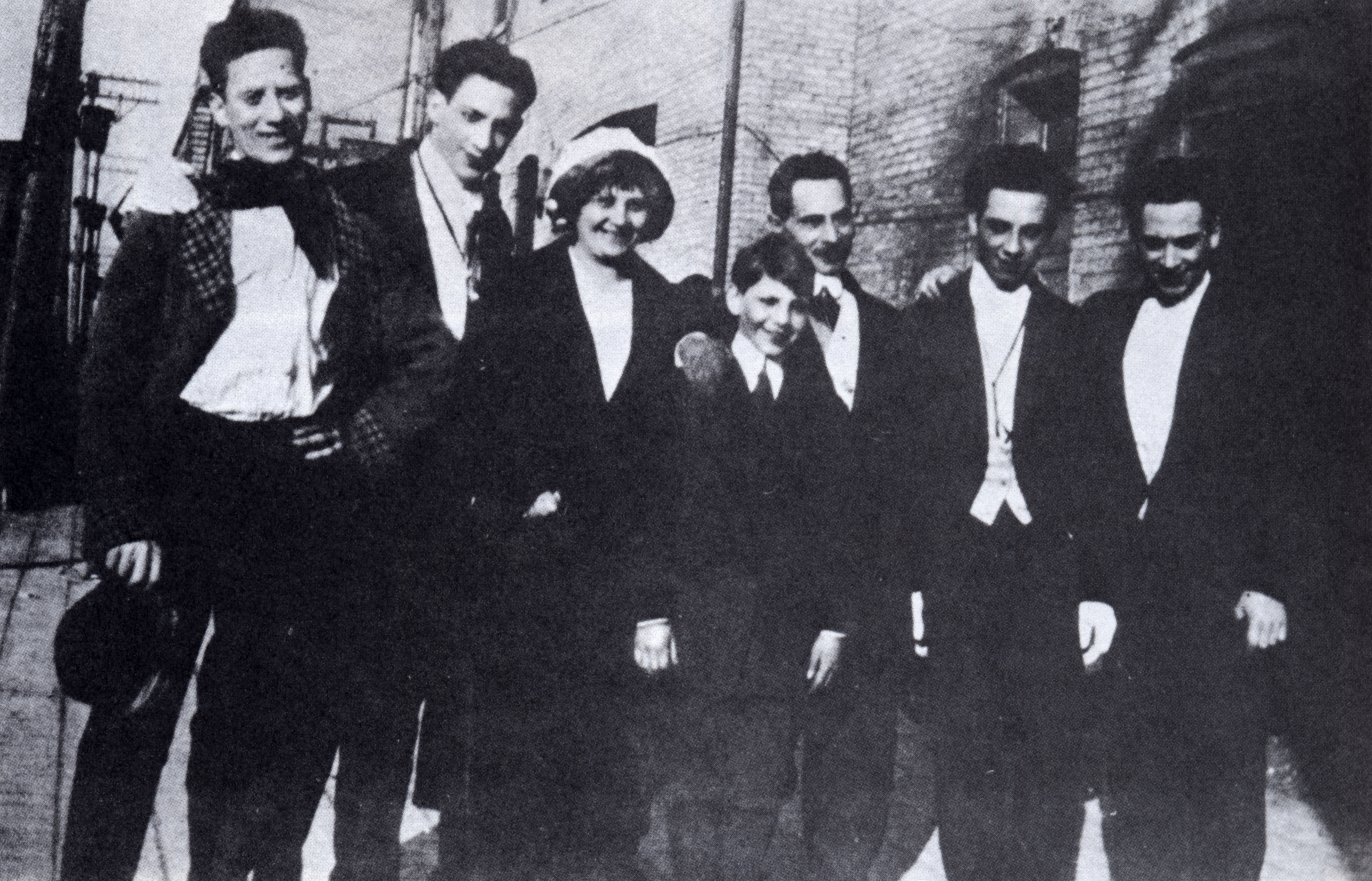
Groucho, Gummo, Minnie (la mère), Zeppo, Frenchy (le père), Chico et Harpo en 1915.

#### La fratrie
Frenchy et Minnie Marx ont, en 1886, leur premier enfant, Manfred qui meurt à l'âge de 7 mois,. Les dates de vie et mort des autres frères Marx sont regroupées chronologiquement dans le tableau ci-dessous :
| Nom de scène | Prénom réel                 | Date de naissance | Date de décès     | Âge au moment du décès |
| ------------ | --------------------------- | ----------------- | ----------------- | ---------------------- |
| Chico        | Leonard                     | 22 mars 1887      | 11 octobre 1961   | 74                     |
| Harpo        | Adolph (après 1911: Arthur) | 23 novembre 1888  | 28 septembre 1964 | 75                     |
| Groucho      | Julius Henry                | 2 octobre 1890    | 19 août 1977      | 86                     |
| Gummo        | Milton                      | 23 octobre 1893   | 21 avril 1977     | 84                     |
| Zeppo        | Herbert                     | 25 février 1901   | 30 novembre 1979  | 78                     |

### Les débuts au music-hall

#### Premiers pas (1905-1907)

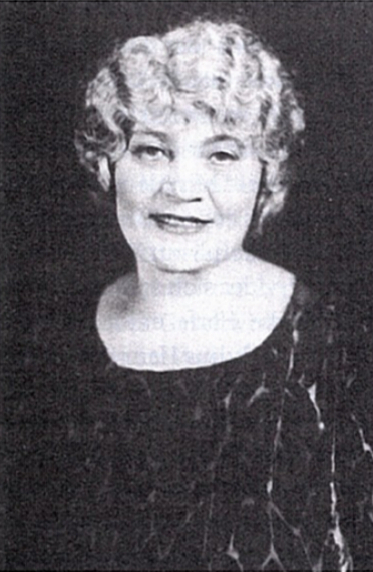
Minnie Marx (vers 1923)

Issue du monde du spectacle, Minnie Marx prend très tôt en main l'éducation artistique de ses enfants, encouragés, très jeunes, à développer divers talents : le théâtre, la musique, la danse, et tout particulièrement le chant. Chico devient un excellent pianiste, tandis que Harpo se consacre à l'instrument qui lui donnera son nom de scène : la harpe. Groucho s'exerce à la guitare, mais il commence par être chanteur soliste, domaine dans lequel ses compétences lui valent d'être le premier de la famille à monter sur les planches. Gummo et Zeppo, quand ils accompagnent leurs frères, sont également de bons chanteurs. Les talents musicaux des frères Marx seront un atout très exploité dans leurs films.
C'est sans doute le succès sur scène de son oncle, Albert Schönberg, plus connu sous le nom de Al Shean grâce au duo comique Gallagher et Shean (en), qui conduit Minnie Marx à nourrir l'espoir que ses fils pourraient y faire carrière. C'est donc au music-hall que Groucho fait ses débuts en 1905, année qui marque le début de sa carrière professionnelle, après de brèves apparitions dans les églises, où manifestement, il ne trouvait pas sa place. Il faut pourtant attendre 1907 avant de trouver au moins deux frères Marx réunis sur les planches.

#### DesNightingalesauxMascots(1907-1910)
Accompagnés d'une chanteuse, Mabel O'Donnell (plus tard remplacée par Lou Levy), Groucho et Gummo forment alors The Three Nightingales, sous la houlette d'un agent artistique, Ned Wayburn. Lorsque ce dernier les quitte, c'est leur mère, Minnie Marx, qui devient leur manager. En 1908, Harpo rejoint le groupe, qui devient donc The Four Nightingales. Durant une année, ils sillonnent le pays, de bouges infâmes en fermes isolées, d'un état à l'autre, de maigres recettes à pas de recette du tout. C'est à cette époque que la veine comique commence à s'immiscer dans leurs représentations. En témoigne, à titre anecdotique, le personnage de Hans Pumpernickel, interprété par Groucho qui chantait avec un fort accent allemand, en tenue de garçon boucher, traînant derrière lui une saucisse.
Au début du XXe siècle, Chicago est l'un des principaux centres musicaux en dehors de New York, et compte quelques studios de cinéma fraîchement créés. C'est ce qui décide Minnie à s'y installer avec sa famille (y compris sa sœur Hannah et son mari) en octobre 1909. Elle change d'identité et adopte le pseudonyme de Minnie Palmer, et s'établit comme productrice. L'année suivante, le groupe est remanié pour inclure Minnie et Hannah, il devient alors : The Six Mascots. Respectivement âgées de 42 et 44 ans, les deux femmes apparaissaient avec des guitares et habillées en écolières.

### L'apparition du comique propre aux Marx Brothers

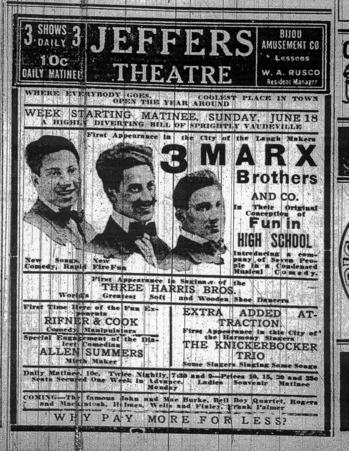
Annonce de Fun In Hi Skule dans un journal de 1911.

#### La naissance desMarx Brothersen tant que troupe théâtrale (1910-1924)
La première ébauche du style des Marx Brothers que nous connaissons se trouve dans une de leurs pièces, Fun in Hi Skule (ou Fun in High School). Les ingrédients caractéristiques en sont les répliques basées sur le non-sens ainsi que des numéros musicaux délirants. La tournée commence en 1910. Pour la première fois, l'élément central du spectacle n'est plus le chant mais le ressort comique, basé ici sur une tendance populaire du music-hall contemporain : les stéréotypes ethniques. Dans ces représentations, Groucho apparaît sous les traits d'un professeur, à nouveau doté d'un fort accent allemand, armé d'un bâton, vêtu d'une redingote, portant une perruque simulant la calvitie. Parmi ses élèves, on retrouve Harpo et Gummo, interprétant respectivement un Irlandais et un juif. Il est communément admis que la première scène de Plumes de cheval (Horse Feathers), qui se déroule dans une salle de classe, donne un bref aperçu de ce que pouvait donner le sketch. Il faut encore attendre 1912 pour que Chico, qui a commencé une carrière de son côté, rejoigne ses frères. Son personnage dans la pièce sera italien : Chico avait déjà travaillé cet accent dans les rues de son quartier, pour détourner l'attention de sa judaïté et éviter ainsi les brimades.
Ce premier numéro comique influencera nettement les futures productions des Marx Brothers, tant sur scène qu'au cinéma. Cependant, une évolution décisive attend le personnage de Harpo. En effet, dans Fun in Hi Skule, tout comme dans sa suite Mr. Green's Reception, qui sont les deux premières créations des Marx Brothers en tant que tels, Harpo est un personnage parlant. Mais, en 1914, leur oncle Al Shean écrit pour eux une comédie musicale, Home Again, variation sur les deux pièces précédentes dans laquelle il ne donne que quelques répliques à Harpo, ce qui donne l'idée à ce dernier de ne plus parler du tout. Il devient donc un personnage totalement muet. En outre, c'est cette pièce qui assurera aux Marx Brothers leur entrée sur la scène de Broadway. Or, avant la fin de la Première Guerre mondiale, Gummo quitte ses frères et le monde du spectacle pour s'engager dans l'armée américaine. Il sera alors remplacé par Zeppo à partir de 1921.

#### Broadway (1924-1929)
Au début des années 1920, les Marx Brothers sont déjà très populaires au music-hall, mais ils n'ont réalisé que de petites et moyennes productions. Toujours au nombre de quatre, ils investissent Broadway, alors en plein âge d'or. En mai 1924, ils y jouent leur premier grand spectacle, une comédie musicale à gros budget intitulée I'll Say She Is. Entre-temps, les personnages se sont peu à peu approchés de la version que nous leur connaissons : pendant et après la Première Guerre mondiale, pour des raisons évidentes, Groucho abandonne son accent allemand. Il adopte sa démarche caractéristique et commence à arborer les deux accessoires qui sont devenus sa signature : son énorme moustache et son gros cigare. Harpo ne se sépare plus de sa perruque, de son pantalon trop grand ni de sa corne de brume. Chico ne perd pas son accent italien et commence à porter parfois un chapeau. Quant à Zeppo, il a repris le rôle de jeune gentleman ingénu, tenu autrefois par Gummo.

### Les Marx Brothers au cinéma

#### La transition vers Hollywood (1929)

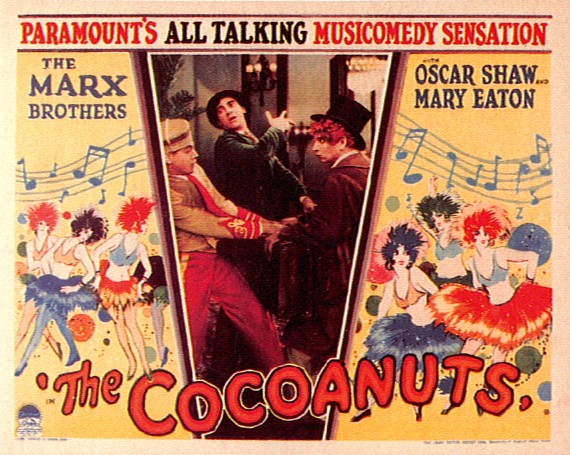
Affiche de The Cocoanuts (1929)

Après ce succès, les Marx Brothers gagnent en assurance et présentent à Broadway deux nouveaux spectacles, qui marquent un tournant dans leur carrière : Noix de coco (The Cocoanuts) en 1925 et L'Explorateur en folie (Animal Crackers) en 1928. En effet, c'est le succès de ces deux pièces, conjugué à l'apparition du parlant, qui rendront possible leur migration de la scène au cinéma. Il est notable que la carrière des frères Marx prenne véritablement son envol au moment même où le cinéma parlant se démocratise.
Les frères Marx perdent leur mère le 13 septembre 1929. La même année, Hollywood les aborde : la Paramount Pictures a décidé de fixer sur pellicule, comme l'un des premiers films parlants, l'une de leurs représentations de The Cocoanuts. Du spectacle original de 140 minutes, elle fait un film de 96 minutes. L'opération est renouvelée l'année suivante, avec Animal Crackers. Les premières apparitions des Marx à l'écran sont donc un bref découpage de leurs exploits scéniques, qui ne reflète pas vraiment le potentiel qu'ils ne développent qu'à partir de leur troisième long-métrage, Monnaie de singe (Monkey Business), où la forme de la comédie musicale, toujours sensiblement présente, adopte un mouvement nettement plus filmique que théâtral. Cependant, les Marx ne quitteront jamais totalement la scène.

#### Paramount Pictures (1929-1933)
À partir de 1930, après signature d'un contrat avec la Paramount, c'est au cinéma que les Marx Brothers apparaissent le plus souvent, bien qu'ils conservent leur amour pour la scène. Il faut cependant noter que leur véritable première tentative au cinéma est un film muet intitulé Humorisk (ou Humor Risk), dont aucune bobine n'a été conservée. Tourné en 1921, il déçoit les Marx Brothers et n'est projeté qu'une seule fois, avant d'être jeté aux oubliettes. Ce premier échec a sans doute retardé leur passage de Broadway à la Paramount. Or, peu après le krach de 1929 à Wall Street, les Marx sont ruinés ; ils ne sont, du reste, pas les seuls acteurs de théâtre à se retrouver au chômage. En outre, cela fait déjà quelque temps qu'Hollywood les réclame.

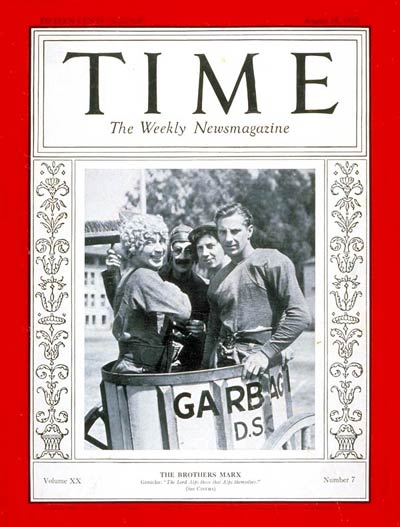
Les Marx Brothers en couverture du Time Magazine (1932)

La période de collaboration entre les Marx Brothers et la Paramount s'avérera décisive après les deux transpositions cinématographiques de leurs pièces. Mais avant de produire leur premier film spécialement conçu pour le cinéma, les frères Marx font une apparition de six minutes dans un moyen-métrage promotionnel, The House That Shadows Built, paru en 1931 à l'occasion du vingtième anniversaire de la Paramount. Dans ce sketch, ils interprètent une scène de leur premier grand spectacle à Broadway, I'll Say She Is. Cette scène, basée sur des imitations de Maurice Chevalier, servira à la fois de publicité pour Monnaie de singe (Monkey Business), sorti en salle la même année, ainsi que de matériau à une future scène du film dans laquelle les Marx Brothers, passagers clandestins sur un bateau, tentent de s'en échapper en se faisant passer pour le célèbre acteur grâce à son passeport.
L'intrigue de Monkey Business, réalisé par Norman Z. McLeod, est très enlevée et donne lieu à d'hilarantes courses-poursuites : sur le même paquebot, deux gangsters rivaux, Alky Briggs et Joe Helton, engagent les frères Marx comme tueurs à gages afin de s'éliminer mutuellement. Harpo et Chico doivent tuer Briggs pour Helton, tandis que Groucho et Zeppo s'occupent de Helton pour Briggs. Or, Zeppo est tombé amoureux de Mary Helton, la fille du gangster, enlevée par son adversaire Briggs. De retour sur la terre ferme, les quatre frères unissent leurs forces pour la sauver. Il s'agit du rôle le plus important de Zeppo, et du seul film où les Marx Brothers apparaissent tous les quatre sous leur nom de scène.
En 1932, la Paramount fait à nouveau appel à Norman Z. McLeod et aux frères Marx pour un second film, Plumes de cheval (Horse Feathers). C'est une satire des institutions scolaires américaines, qui parodie l'hypocrisie des comportements humains durant la Prohibition. Le film connaîtra un très grand succès et sa publicité leur permettra même de faire la couverture du Time. Groucho y interprète le respecté professeur Quincy Adams Wagstaff, fraîchement nommé directeur d'un campus universitaire, Huxley High School. Son fils, joué par Zeppo, y a redoublé plusieurs fois et tombe amoureux d'une jeune femme qui exerce une mauvaise influence sur lui. Wagstaff cherche par tous les moyens à redorer le blason de l'école, en difficulté pécuniaire. Une occasion se présente lors d'un match de football contre le campus rival, qu'il faut gagner à tout prix. Wagstaff a donc l'idée de soudoyer deux joueurs professionnels, mais il engage par erreur deux plaisantins, Baravelli et Pinky, qui ne sont autres que Chico et Harpo.
Ici encore, le film est une production originale destinée au cinéma, mais il puise également dans le matériau théâtral des Marx Brothers. Notamment, à plusieurs reprises, Harpo extirpe de son pardessus une foule d'objets inattendus, tels qu'un maillet en bois, un poisson, une épée, une corde enroulée, une cravate, un poster de femme en sous-vêtements, une tasse de café brûlant et, juste après une réplique de Groucho qui l'avertit qu'il ne faut pas brûler la chandelle par les deux bouts, une chandelle allumée aux deux extrémités. Ces gags sont directement hérités d'un sketch présent dans Animal Crackers, dans lequel la manche de Harpo laisse échapper l'une après l'autre les pièces d'un service d'argenterie complet, suivies d'une cafetière.
C'est à cette époque que Groucho et Chico commencent à prêter leur voix à une série comique écrite pour la radio et intitulée Flywheel, Shyster, and Flywheel, dont la diffusion fut de courte durée. Dans les années 1980, les scripts de ces pièces radiophoniques ont été retrouvées à la Bibliothèque du Congrès, ce qui permit de constater que celles-ci avaient été une mine pour la filmographie des Marx Brothers. Elles furent alors publiées et diffusées par la BBC, qui engagea des imitateurs à cette fin.
Mais peu après le succès de Plumes de cheval, une refonte totale de la Paramount fait redouter aux Marx Brothers le non-respect des termes de leur contrat. Les frères craignent surtout de ne pas percevoir les recettes promises : une dispute éclate. Elle culmine lorsqu'ils menacent de monter une société de production indépendante sous le nom de Marx Bros. Inc. et de partir avec le script de leur nouveau film, La Soupe au canard (Duck Soup). Finalement, le film est bien produit par la Paramount mais ce sera leur dernière collaboration avec elle.
En 1933, les Marx Brothers tournent donc La Soupe au canard, qui est aussi le dernier film avec Zeppo. Le studio fait appel à un réalisateur déjà très en vogue à cette époque, Leo McCarey, qui a notamment travaillé avec Laurel et Hardy et Tod Browning. L'histoire se déroule dans un imaginaire pays d'Europe, le royaume de Freedonia, en guerre contre un petit pays voisin, imaginaire lui aussi, appelé Sylvania. La veuve de l'ancien président de Freedonia, Mrs. Teasdale, interprétée par Margaret Dumont, décide de faire appel aux services d'un certain Rufus T. Firefly, qui n'est autre que Groucho, pour tenter de rétablir l'équilibre financier du pays. Ce dernier s'empresse de lui faire la cour mais il a un rival : Trentino, l'ambassadeur de Sylvania, qui a engagé deux espions, Pinky et Chicolini, où l'on reconnaît Harpo et Chico.

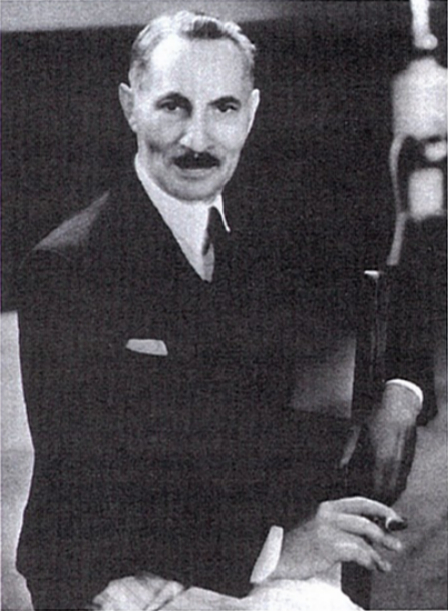
Samuel Marx, dit "Frenchy" (1923)

Parmi les scènes marquantes du film, on peut noter celle dite "du miroir" : Chico, Harpo et Groucho, tous trois en chemise et bonnet de nuit, apparaissent ensemble avec les sourcils, la moustache et le cigare caractéristiques de Groucho. Les effets comiques de cette scène jouent sur la ressemblance visuelle frappante entre les trois frères mais aussi sur le décalage créé par le mutisme de Harpo et l'accent italien de Chico.
Cette même année 1933, peu avant leurs déboires avec le studio, leur père, Frenchy Marx, meurt d'une crise cardiaque.

#### Metro-Goldwyn-Mayer et RKO Pictures (1934-1941)
En 1934, Zeppo décide de quitter le quatuor pour devenir agent artistique. Trois années plus tard, il fonde, avec Alan Miller et son frère Gummo (qui a fait le même choix de carrière après la guerre), l'une des plus grosses agences artistiques hollywoodiennes, la Marx-Miller-Marx Agency. Ils signeront notamment avec Jean Harlow, Jack Benny et Lana Turner, alors au début de leur carrière. Dès la fin des années 1930, ce sont eux qui représentent aussi les Marx Brothers.
Deux ans s'écoulent entre La Soupe au canard (Duck Soup) et leur prochain film, pause durant laquelle Groucho et Chico poursuivent leur émission de radio et où les trois frères envisagent un retour au music-hall. Mais le départ de Zeppo n'est pas la seule cause du nouveau tournant qui attend les Marx Brothers. Chico, dont l'homme et le personnage partagent une passion pour le jeu, compte parmi ses relations un autre joueur invétéré : son partenaire de bridge Irving Thalberg, qui est aussi vice-président de la Metro-Goldwyn-Mayer. La décision de faire signer aux Marx Brothers un contrat avec le studio est prise au cours d'une partie. Son intervention dans leur œuvre sera importante. Admiratif et critique à la fois, il insiste sur la nécessité de construire leurs structures narratives de manière plus rigoureuse, quand les films de la Paramount faisaient une large part à l'improvisation. Cette volonté de discipline dans la conception du scénario s'applique également aux acteurs eux-mêmes et à leur rapport au comique.
En effet, les deux premiers films des frères Marx avaient bénéficié d'une longue période d'essai grâce aux représentations théâtrales : c'est de là que vient l'idée d'utiliser la scène du music-hall comme lieu d'expérimentation pour leur prochain film, Une nuit à l'opéra (A Night at the Opera). Les scénaristes suivent la troupe et travaillent à partir des représentations. Pour la première fois, les rires du public sont chronométrés pour ne pas couvrir les répliques, Thalberg ayant proposé de réaliser un film plus efficace mais avec moins de gags. Il tente également de donner une teinte plus sympathique aux personnages et de canaliser leurs comportements parfois excentriques, voire antisociaux, en les rendant plus rationnels. Il introduit une notion du bien et du mal presque inexistante dans leurs précédents films, principalement pour Groucho et Harpo. Et dans ce même souci de fidélisation du public, il souhaite intégrer à l'histoire une intrigue amoureuse pour toucher les femmes.

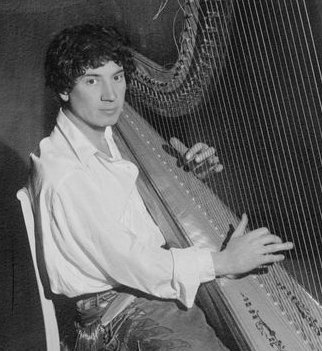
Harpo à la harpe en 1926

En 1935, la MGM produit donc Une nuit à l'opéra, réalisé par Sam Wood ; il s'agit d'une satire qui touche, cette fois, le milieu et les institutions de l'opéra classique. Le rôle du jeune homme séduisant, tenu précédemment par Gummo puis Zeppo, est repris par un nouvel acteur, Allan Jones, qui incarne dans le film un jeune choriste, Ricardo Baroni. Son rôle permet de mettre en place un trio amoureux secondaire (la jeune Rosa est courtisée par l'une des plus grandes voix italiennes du moment, Rodolpho Lasspari, mais est elle-même amoureuse de Baroni). Quant au triangle amoureux principal, il est constitué par une riche veuve dénommée Mrs. Claypool, mécène de l'Opéra de New York (on retrouve, dans ce rôle, Margaret Dumont), convoitée à la fois par Otis B. Driftwood, son agent (interprété par Groucho), et par le directeur de l'Opéra de New York, Hermann Gottlieb (Sig Ruman). Harpo joue le rôle de Tomasso, l'assistant de Lasspari, tandis que Chico est Fiorello, l'agent qui représente Baroni. Le soir de la représentation du Trouvère de Verdi, Driftwood, Tomasso, Fiorello et Baroni sèment le désordre au nom de l'amour et transforment l'Opéra de New York en un gigantesque capharnaüm.
Le film contient une séquence où, comme dans Monkey Business, les frères se retrouvent passagers clandestins à bord d'un paquebot. En effet, l'une des scènes comiques les plus marquantes du film prend place dans une minuscule cabine, où les trois Marx Brothers et Allan Jones, déjà à l'étroit, accueillent une douzaine d'autres personnes qui viennent s'y entasser de manière absurde sans jamais songer à en sortir. Une autre scène restée dans les mémoires est celle de la signature d'un contrat entre Chico et Groucho, où le dialogue entre les deux contractants tourne à l'absurde, et où le papier finit en petits morceaux, non signé car Chico se dit incapable d'écrire. D'ailleurs, le stylo que lui tend Groucho ne contient pas d'encre. Le film est émaillé de numéros musicaux, pas toujours à vocation comique ni interprétés par les frères Marx.
En 1937, après avoir de nouveau expérimenté le spectacle sur scène avant d'en faire un film, les Marx Brothers tournent Un jour aux courses (A Day at the Races), toujours en compagnie de Sam Wood, d'Allan Jones, de l'incontournable Margaret Dumont et d'Irving Thalberg, qui meurt cependant avant la sortie en salle. La recette élaborée pour Une nuit à l'opéra s'est révélée concluante : on retrouve le même souci de construction propre à Thalberg. Cinq versions du script de la pièce, 141 représentations sur scène (durant l'été 1936) et six versions du scénario le précéderont. Cette fois-ci, le film aborde simultanément deux milieux : celui des courses hippiques et celui de la médecine. Il met en scène un charlatan interprété par Groucho, le Dr Hackenbush, vétérinaire qui prend en charge la direction d'un sanatorium que sa jeune propriétaire, Judy Standish, peine à entretenir. Avec l'aide de son chauffeur, Tony, joué par Chico, elle passe un marché avec Mrs. Upjohn, une veuve hypocondriaque et très riche où l'on reconnaît Margaret Dumont, qui accepte de financer l'établissement à la seule condition d'engager Hackenbush. Allan Jones joue le rôle de Gil, l'amoureux de Judy, un jeune chanteur désœuvré qui investit tout son argent dans un cheval de course. Il engage Stuffy, c'est-à-dire Harpo, comme jockey.
Ce film connaîtra lui aussi un grand succès et plusieurs scènes deviendront célèbres, telle celle de la "glace Tootsie Frootsie" ("Tootsie Frootsie ice-cream"), où le charlatan Hackenbush se fait arnaquer par Tony sur la combinaison gagnante d'une course hippique, pour laquelle il paie le prix fort mais qui ne lui est divulguée qu'après la clôture des paris. La scène est rythmée par la rengaine de Chico, qui pousse un chariot de vendeur de glaces en criant "Tootsie Frootsie ice-cream!". On retient aussi une parodie de scène d'amour entre Groucho et Esther Muir dans le rôle de Flo Marlowe, rythmée par les brusques interruptions de Chico et Harpo, qui mettent la chambre d'hôtel sens dessus dessous ; ainsi que la scène absurde de l'examen médical de Margaret Dumont par Groucho, assisté de Chico et Harpo. Quant à la musique, elle intervient notamment dans une séquence avec orchestre, quand Harpo succède à Chico devant un piano à queue. Il livre alors une interprétation parodique du Prélude en do dièse mineur de Rachmaninov, en entraînant la destruction progressive de l'instrument jusqu'à ce qu'il n'en reste que le cadre contenant les cordes, sur lequel il finit par jouer comme sur une harpe.
Avec la mort de Thalberg, les Marx ont perdu leur allié à la MGM mais ils sont toujours sous contrat avec elle. En 1938, ils font une brève escapade à RKO Pictures dans un film intitulé Panique à l'hôtel (Room Service), adapté d'un succès de Broadway. Entre 1939 et 1941, au rythme d'un film par an, ils terminent leur contrat à la MGM avec trois productions : Un jour au cirque (At the Circus), Chercheurs d'or (Go West) et Les Marx au grand magasin (The Big Store), dernier film des Marx avec Margaret Dumont, qui aurait pu être le dernier film des Marx tout court.
En 1941, juste avant la sortie des Marx au grand magasin, ils annoncent qu'il s'agit de leur dernière apparition au cinéma : l'engagement américain dans la Seconde Guerre mondiale rend tout projet incertain ; Harpo ne veut plus être comédien ; quant à Groucho, il souhaite se concentrer sur sa carrière radiophonique. Mais Chico prévoit de les engager tous les deux dans un trio musical.

#### United Artists et la fin desMarx Brothers(1946-1957)

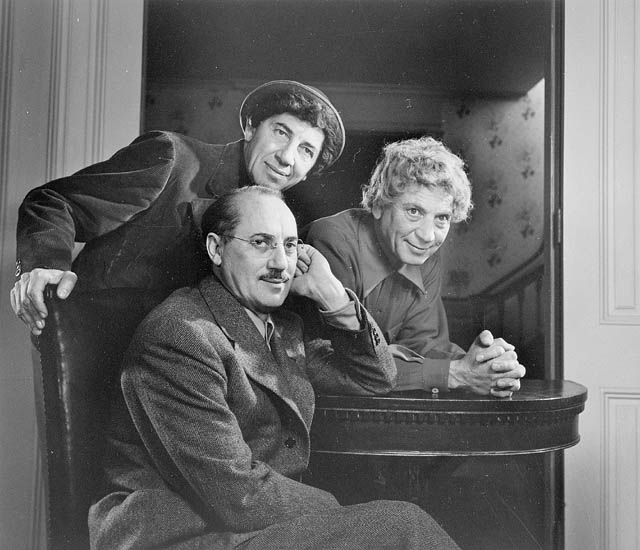
Les Marx Brothers en 1948, par Yousuf Karsh

Leur disparition du grand écran n'est pourtant pas définitive : Chico ayant accumulé des dettes aux jeux de hasard, les Marx décident de faire deux nouveaux films, cette fois avec United Artists. En 1946, ils tournent Une nuit à Casablanca, un clin d'œil au mythique Casablanca de Michael Curtiz, sorti en 1942.
Ce n'est que trois ans plus tard que le trio fait sa dernière apparition commune à l'écran, dans La Pêche au trésor, pastiche de film policier dont Harpo a lui-même écrit le scénario, et réalisé par David Miller. Dans la distribution figure une jeune comédienne débutante du nom de Marilyn Monroe, dans un rôle secondaire aussi bref que remarqué.
En 1957, les trois frères tournent de nouveau dans L'Histoire de l'humanité, un film de fantasy produit par la Warner Bros et réalisé par Irwin Allen. Mais ils n'apparaissent que dans des scènes distinctes. L'Histoire de l'humanité sera la dernière apparition au cinéma de Harpo et Chico.
Groucho continue à jouer dans des films jusqu'en 1968, son dernier rôle sera dans Skidoo, une comédie anti-moderne d'Otto Preminger.
Cependant, leur carrière à l'écran ne sera pas tout à fait terminée puisqu'elle se prolongera à la télévision.

## Après lesMarx Brothers
À la fin de leur carrière cinématographique, ils se séparent et Groucho poursuit seul une carrière d'animateur de télévision dans l'émission You Bet Your Life. Les Marx Brothers deviennent Satrapes du Collège de ’Pataphysique en 1953. Groucho écrit ses mémoires (Groucho and Me, 1959, et Memoirs of a Mangy Lover, 1964), et Harpo les siennes : Harpo et moi.

## Autour desMarx Brothers

### Les personnages des Marx Brothers

#### Groucho

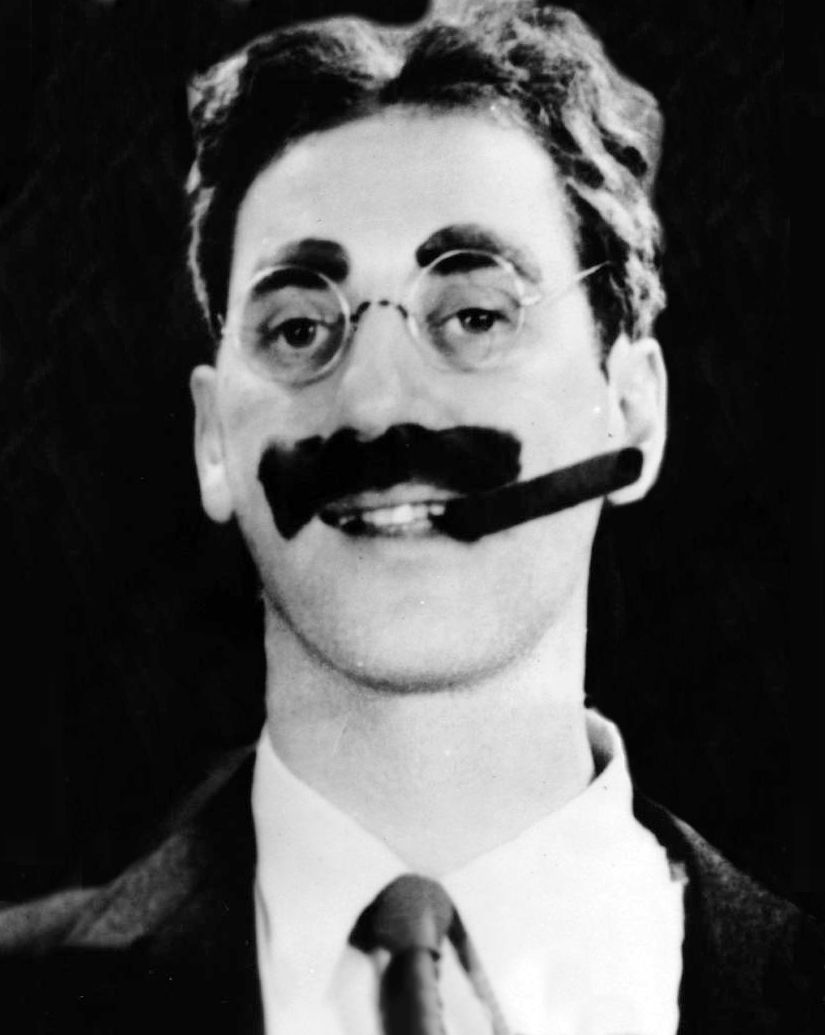
Groucho en 1931

Groucho arbore un sempiternel cigare aux lèvres ou à la main, une énorme moustache, fausse puisqu'il s'agit en réalité d'un maquillage, comme pour les gros sourcils. Mais il ne manifeste qu'un sens déplorable des responsabilités. Il chante aussi, en tirant jusqu'à la corde - mais avec habileté - sur sa voix de fausset. Il danse enfin, de façon burlesque mais non sans grâce ni rythme. Il affiche de constantes prétentions à intégrer la haute société, non par souci de distinction mais par désir d'aisance financière et de tranquillité. C'est un coureur impénitent dont toute la tendresse va vers Margaret Dumont, mais en illustrant l'adage "qui aime bien châtie bien". C'est un solitaire alors que Chico et Harpo sont toujours réunis. Dans son enfance, Julius, plus jeune que Léonard et Adolf, faisait aussi un peu bande à part, par manque d'affinités mais surtout par timidité. Cet isolement est donc recréé sur scène. Dans chaque film, Groucho et Chico entretiennent un dialogue dont Chico sort toujours indemne et Groucho perdant. Julius vouait à son aîné estime et respect, et ceci explique cela : Chico a beau être présenté comme un être primaire, roublard et incompréhensible, Groucho, en guerre contre toute l'humanité, se montre pourtant envers lui affable et inlassablement tolérant. En revanche, peu de scènes unissent Groucho à Harpo, avec lequel le courant ne passe pas. Si, dans la vie, les deux frères s'aimaient tendrement, à l'écran, leurs deux personnages sont trop incompatibles. Même lorsque Harpo incarne le secrétaire de Groucho (The Big Store), on ne peut croire à leur connivence.
Pour tous les marxophiles, Groucho, le benjamin, est le chef des Marx.

#### Harpo

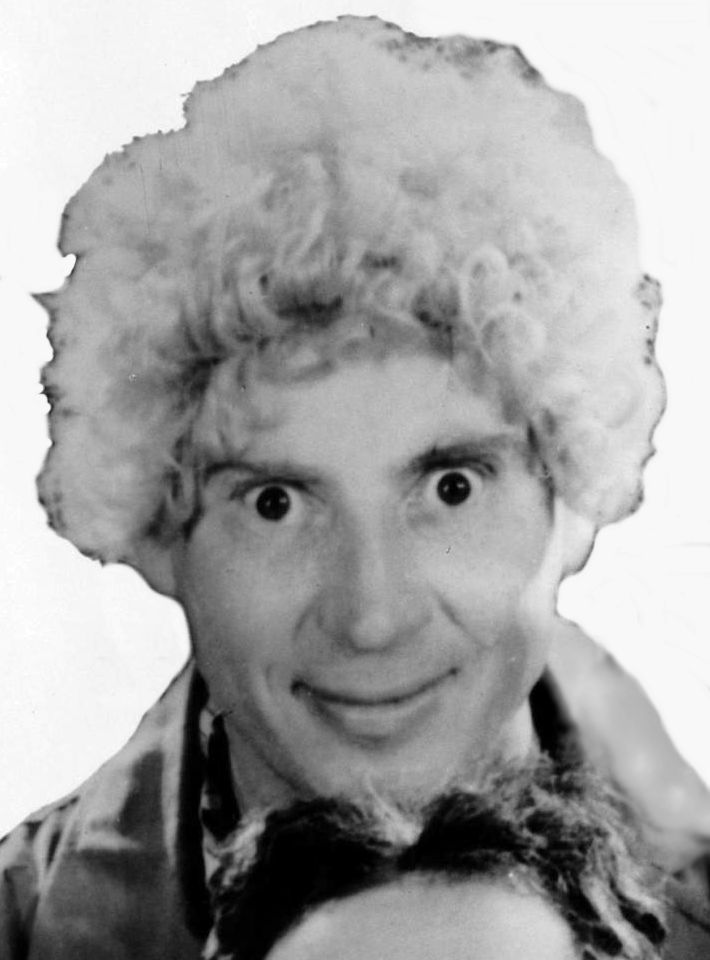
Harpo en 1931

Harpo, toujours muet même s'il ne l'était pas dans la vie, s'exprime à l'aide de gestes, de grimaces et de sifflements. Son pardessus est bourré des objets hétéroclites les plus inattendus, qui révèlent la vision originale d'un individu lunaire. Harpo a le sens du bien : il aime les enfants et fuit une police qui se fait constamment l'alliée des filous et des tricheurs. Bien que pourvu de bon sens, tout s'emmêle très vite dans sa tête ; sa distraction est telle qu'il peut même se saborder. On l'a souvent comparé à Charlot mais il en diffère sur un point essentiel : alors que le gentleman vagabond a une vie et une ambition sociales, parfois même des désirs de richesse, Harpo ne souhaite que vivre l'instant présent. Pour lui, l'argent ne compte pas : il est incapable de comprendre les nécessités pécuniaires.
Dans tous les films, sauf La Soupe au canard, il joue de la harpe - en l'appuyant sur la mauvaise épaule, selon les spécialistes.

#### Chico

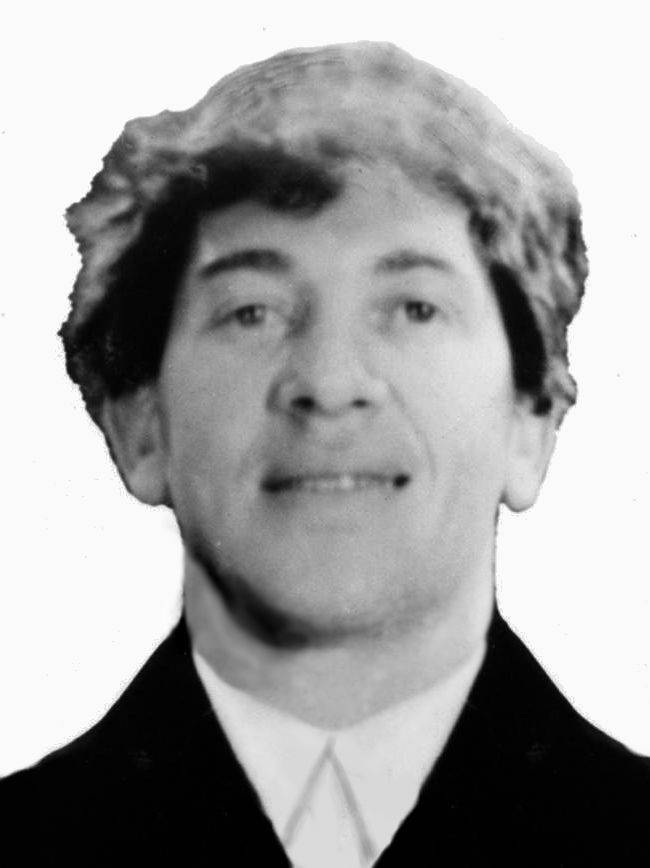
Chico en 1931

Avec son accent italien, Chico est le seul à comprendre le langage de Harpo, voire à le pratiquer. Lui seul peut brider l'individualisme de Groucho. Il est aussi le seul à avoir le sens de l'amitié : il noue des liens solides avec des étrangers aux frères Marx. Enfin, il est le seul dont l'ambition puisse transiger avec le bien de la communauté. Il aime le jeu (et Léonard l'aimait aussi, à tel point que, ruiné, il finira entretenu par ses cadets), les filles (Chico viendrait de chicks, qui signifie "poulettes", c'est-à-dire "jeunes filles") et le piano, où ses doigts courent avec une réelle dextérité. Il emploie, d'ailleurs, une curieuse technique dite du « doigt revolver », pouce replié et index totalement détendu. Elle deviendra sa marque de fabrique. Dans The Big Store, il incarne un professeur de piano qui joue à quatre mains avec des enfants pratiquant la même technique. Chico pourrait avoir tous les droits mais il n'en abuse pas. En somme, c'est le plus honnête des trois mais aussi le plus roublard. Il se joue de Groucho à sa guise mais il n'est pas impossible que ce dernier se laisse faire. Enfin, porte-parole de Harpo, il constitue le lien entre les trois frères et leur public.

#### Zeppo

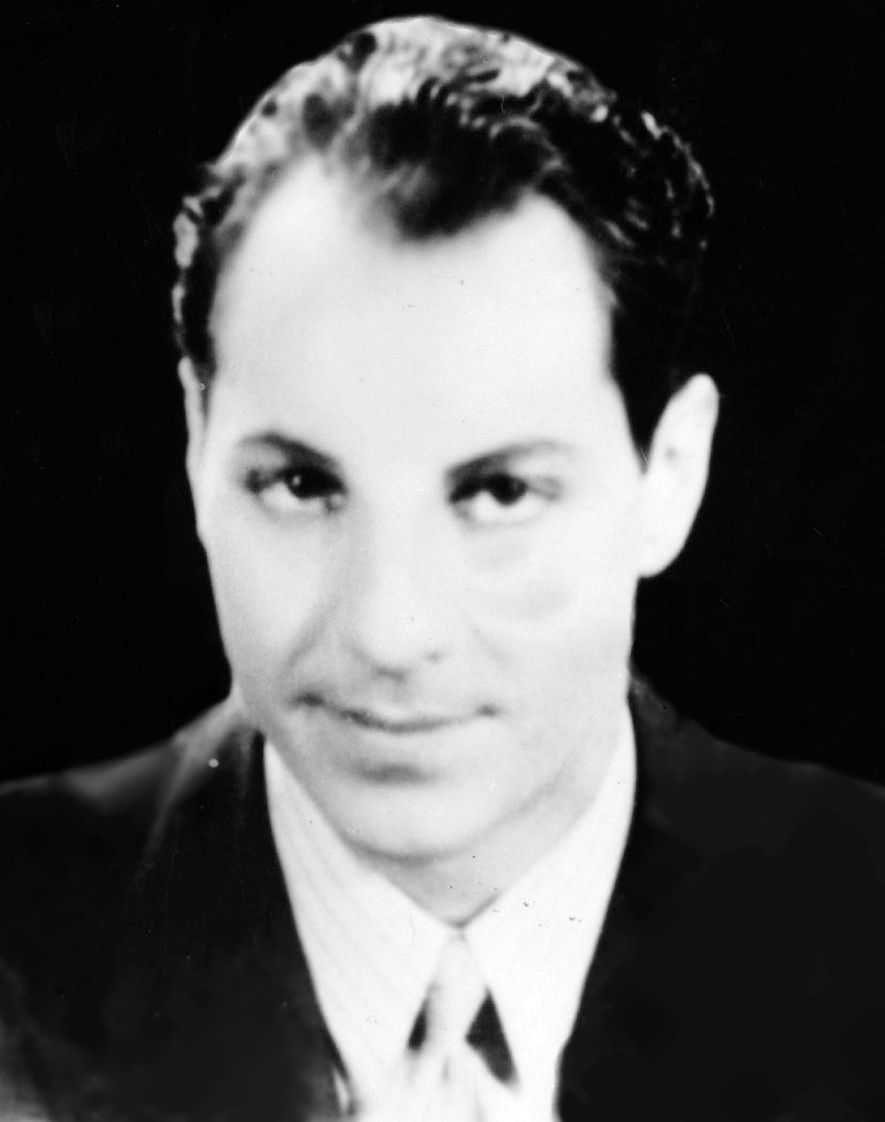
Zeppo en 1931

Zeppo semble tenir un rôle moindre, il ne jouera d'ailleurs que dans les cinq premiers films marxiens. À la limite, on peut le présenter comme le plus dangereux des Marx Brothers car il est le seul des quatre à avoir apparence humaine et surtout sociale. Il n'est pas iconoclaste ni farfelu, n'est dénué ni de logique ni d'aptitude à la vie sociale. Dans Monkey Business comme dans Horse Feathers, il endosse le rôle de jeune premier. Il fait même le coup de poing pour défendre sa belle, comme un Fairbanks ou un Flynn. Mais il reste un Marx. Malgré cette apparence de normalité, universel laissez-passer, il appartient au quatuor et ne s'en désolidarise jamais. La priorité de la fratrie est aussi la sienne. Il fait bel et bien partie des quatre Marx, mais comme celui qui « est comme tout le monde et c'est bien cela le drame ».
Dans A Night at the Opera et A Day at the Races, les deux premiers Marx sans Zeppo, le ténor Allan Jones semble ni plus ni moins occuper la place vacante. Mais les jeunes premiers suivants, plus ternes, délaisseront cet emploi ingrat. Il n'y aura plus de quatrième Marx Brothers.

#### Gummo

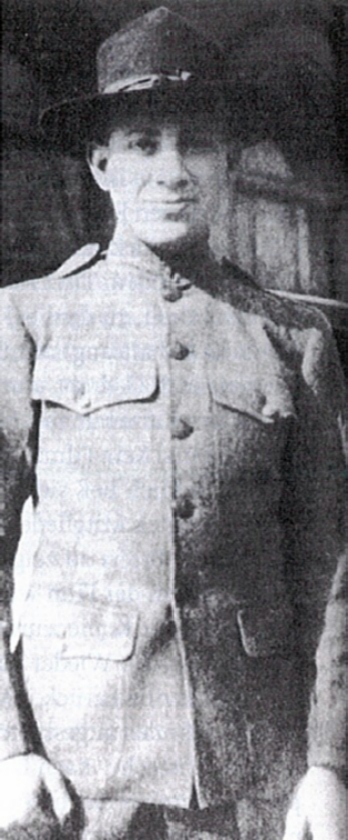
Gummo en 1916

Gummo, le dernier des frères, avait déjà quitté le groupe avant que ne commence leur carrière filmographique. Son personnage est similaire à Zeppo sauf qu'il est assez sournois et qu'il porte des chaussures avec des semelles en caoutchouc. Il quitte le groupe en partant au front avant la fin de la Première Guerre mondiale. Il est remplacé par Zeppo en 1921.

#### Margaret Dumont
Les Marx Brothers sont inséparables de Margaret Dumont, même si elle n'apparaît que dans sept de leurs treize films. Femme richissime, naïve au grand cœur, elle est amoureuse de Groucho, qu'elle idéalise et qui en fait la cible de ses plaisanteries. Groucho l'appelait la « cinquième » Marx Brothers.

## Filmographie

### Films avec les quatreMarx Brothers
- 1921 : Humor Risk par Richard Smith (ce film n'a été projeté qu'une fois, et est répertorié comme film perdu dans l'Internet Movie Database)
- 1929 : Noix de coco (The Cocoanuts), par Joseph Santley et Robert Florey
- 1930 : L'Explorateur en folie (Animal Crackers), par Victor Heerman
- 1931 : The House That Shadows Built, (court-métrage publicitaire pour la Paramount)
- 1931 : Monnaie de singe (Monkey Business), par Norman McLeod
- 1932 : Plumes de cheval (Horse Feathers), par Norman Mc Leod
- 1933 : La Soupe au canard (Duck Soup), par Leo McCarey

### Films avec les troisMarx Brothers(après le départ de Zeppo)

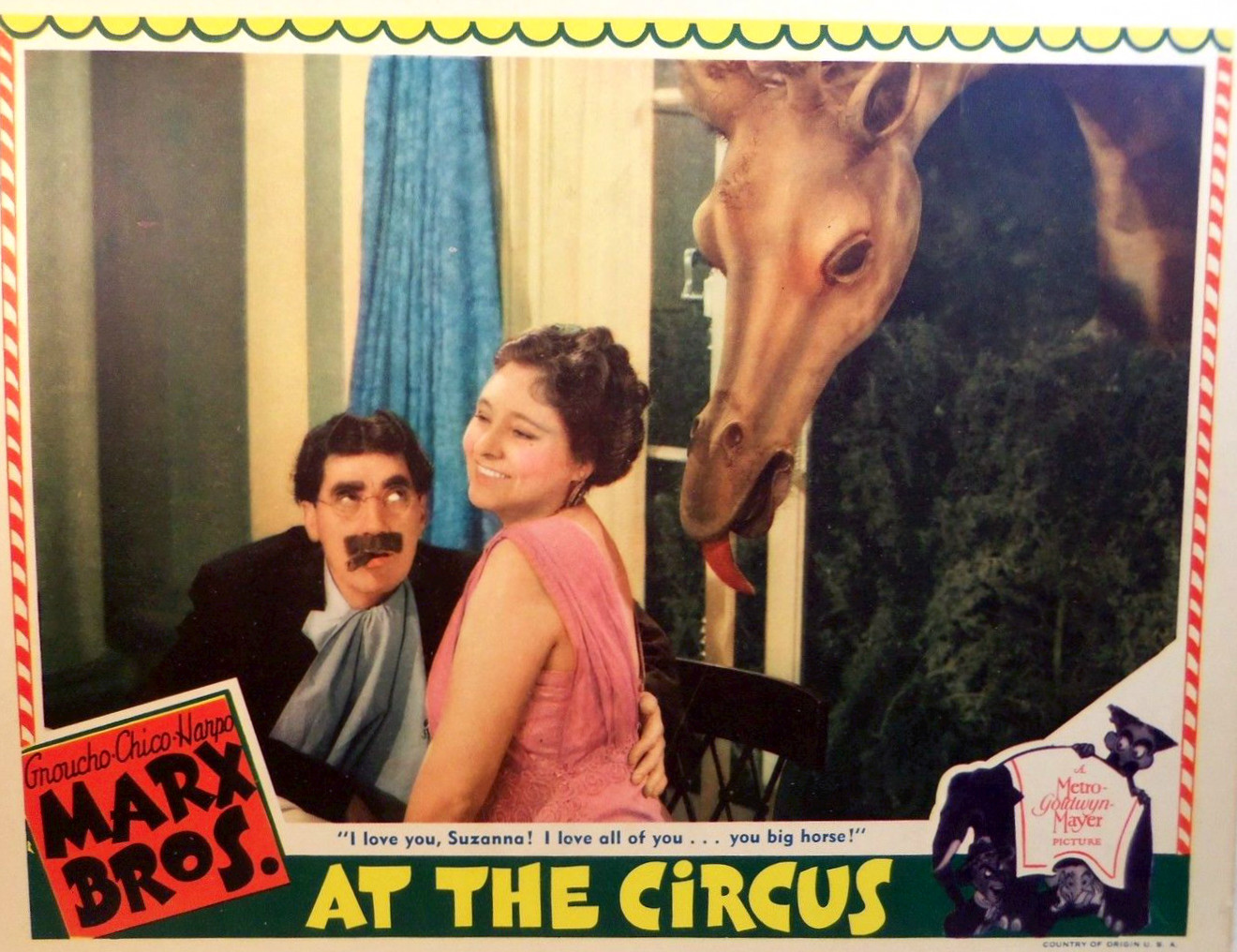
Carte promotionnelle d’Un jour au cirque (At the Circus - 1939) avec Groucho Marx et Margaret Dumont.

- 1935 : Une nuit à l'opéra (A Night at the Opera), par Sam Wood
- 1937 : Un jour aux courses (A Day at the Races), par Sam Wood
- 1938 : Panique à l'hôtel (Room Service), par William Seitzer
- 1939 : Un jour au cirque (At the Circus), par Edward Buzzell
- 1940 : Chercheurs d'or (Go West), de Edward Buzzell
- 1941 : Les Marx au grand magasin (The Big Store), par Charles Reisner
- 1946 : Une nuit à Casablanca (A Night in Casablanca), par Archie Mayo
- 1949 : La Pêche au trésor (Love Happy), par Arthur Marx (Harpo lui-même)
- 1957 : L'Histoire de l'humanité (The Story of Mankind), par Irwin Allen

### Apparitions solo
Groucho:
- 1947 : Copacabana, par Alfred E. Green
- 1951 : Mr. Music, par Richard Haydn
- 1951 : Une veine de... (Double Dynamite**), par Irving Cummings
- 1952 : Une fille dans chaque port (A Girl in Every Port), par Chester Erskine
- 1957 : La Blonde explosive (Will Success Spoil Rock Hunter?), par Frank Tashlin (un caméo non crédité)
- 1968 : Skido (Skidoo), par Otto Preminger

Harpo:
- 1925 : Too Many Kisses, par Paul Sloane
- 1943 : Le Cabaret des étoiles (Stage door canteen), par Frank Borzage

Zeppo:
- 1925 : A Kiss in the Dark, par Frank Tuttle

## Anecdotes
- Antonin Artaud, auteur de Le Théâtre et son Double, appréciait le cinéma des Marx Brothers, et souhaitait que le théâtre reprenne la magie poétique de son humour : le théâtre, écrit-il à propos d'une scène des Marx Brothers, devrait retrouver « le secret d’une poésie objective à base d’humour, à laquelle a renoncé le théâtre, qu’il a abandonnée au Music-hall et dont le Cinéma ensuite a tiré parti[23]. »
- Les surréalistes, notamment André Breton, en accord avec Antonin Artaud, voyait dans l'humour des Marx Brothers un « hymne à l'anarchie et à la révolte intégrale", une « désintégration du réel par la poésie", une « dialectique du malentendu insolent, un dépassement béat du langage[24]. »
- Woody Allen est devenu l'ami de Groucho Marx et appréciait particulièrement l'humour des célèbres frères. Il a déclaré : « Je suis marxiste, tendance Groucho », et, peu après la disparition de celui-ci : « Dieu est mort, Marx est mort, et je ne me sens pas très bien moi-même. »
- Le comédien Pierre Richard donne dans le film de Gérard Oury, La Carapate, une brève imitation d'Harpo.
- Le langage de Groucho, peu intelligible, est un assemblage de new-yorkais, de yiddish du Bronx et d'une demi-douzaine d'autres sources.
- Les Marx ont fait de nombreuses plaisanteries au sujet des Français dans You Bet Your Life, dans les livres de Groucho, et des caricatures dans At the Circus et dans La Soupe au canard.
- Room Service (1938) est le seul film marxien dont l'intrigue a été écrite pour d'autres. La pièce avait triomphé à Broadway.
- Harpo et Chico se ressemblaient si fort dans leur prime jeunesse qu'il arrivait à Harpo de remplacer son aîné au piano bastringue.
- En 1911, Harpo change son prénom d'Adolph en Arthur. Harpo n'a jamais aimé son premier prénom et, enfant, il se faisait appeler Ahdie. La rumeur selon laquelle ce changement serait survenu en réponse à l'accession au pouvoir d'Hitler est infondée.
- Le groupe britannique Queen a utilisé, par deux fois, des titres des Marx Brothers pour nommer leurs albums : A Night at the Opera, et A Day at the Races.

#### Bande dessinée
- Une Nuit chez les Marx, scénario de Claude-Jean Philippe, dessins de Patrick Lesueur, Dargaud, collection Portraits souvenirs, 1986  (ISBN 2-205-02835-9)

- Vers 1952 dans l'album de la  série Tintin, Objectif Lune, Hergé -via Milou- compare ironiquement les Deux Dupondt, déguisés en Grecs, aux Marx Brothers  : Les Dupondt Brothers